# Квартал чотирьох конфесій

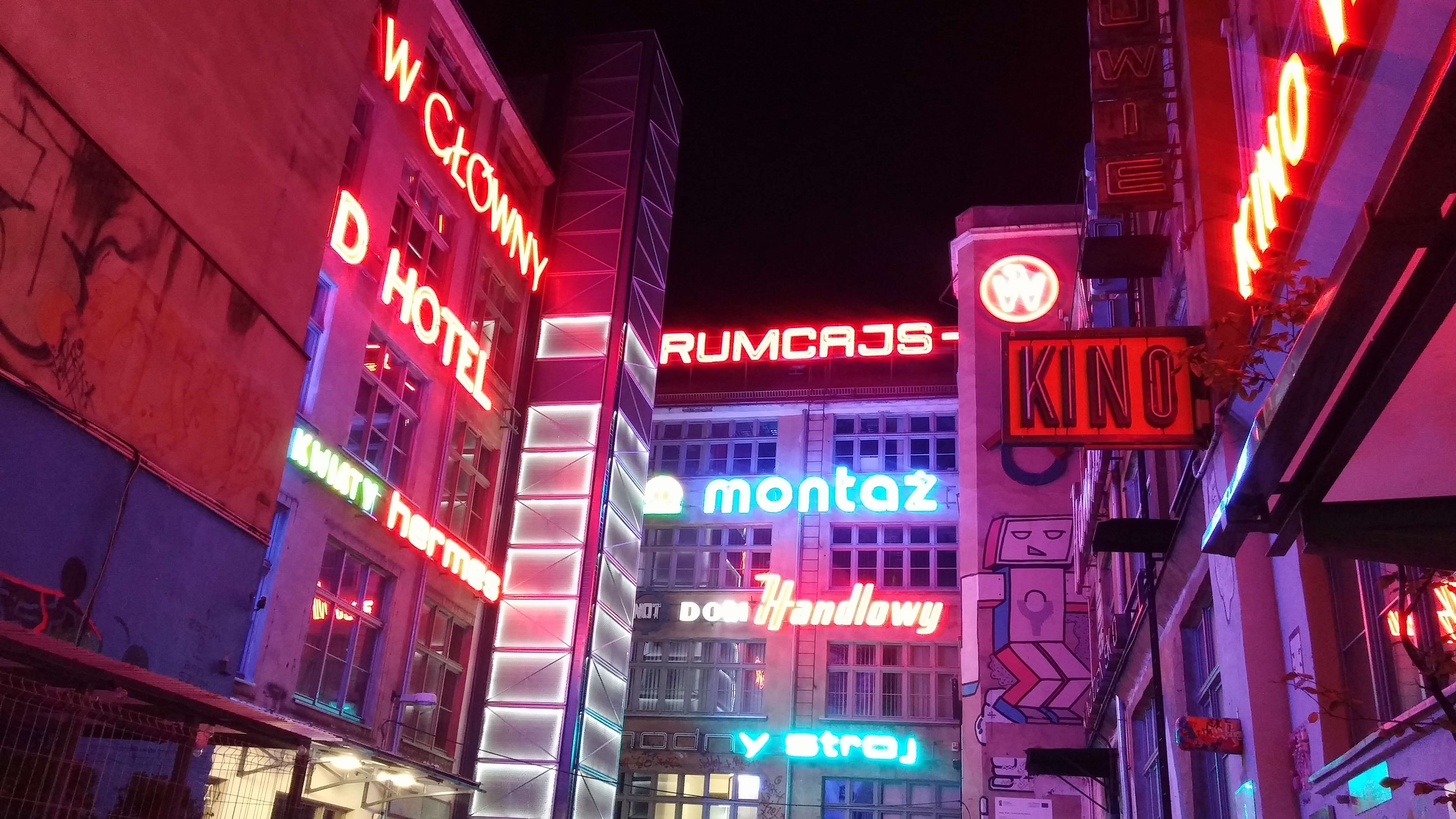
Неонова галерея між вул Св. Антонієго та Руською

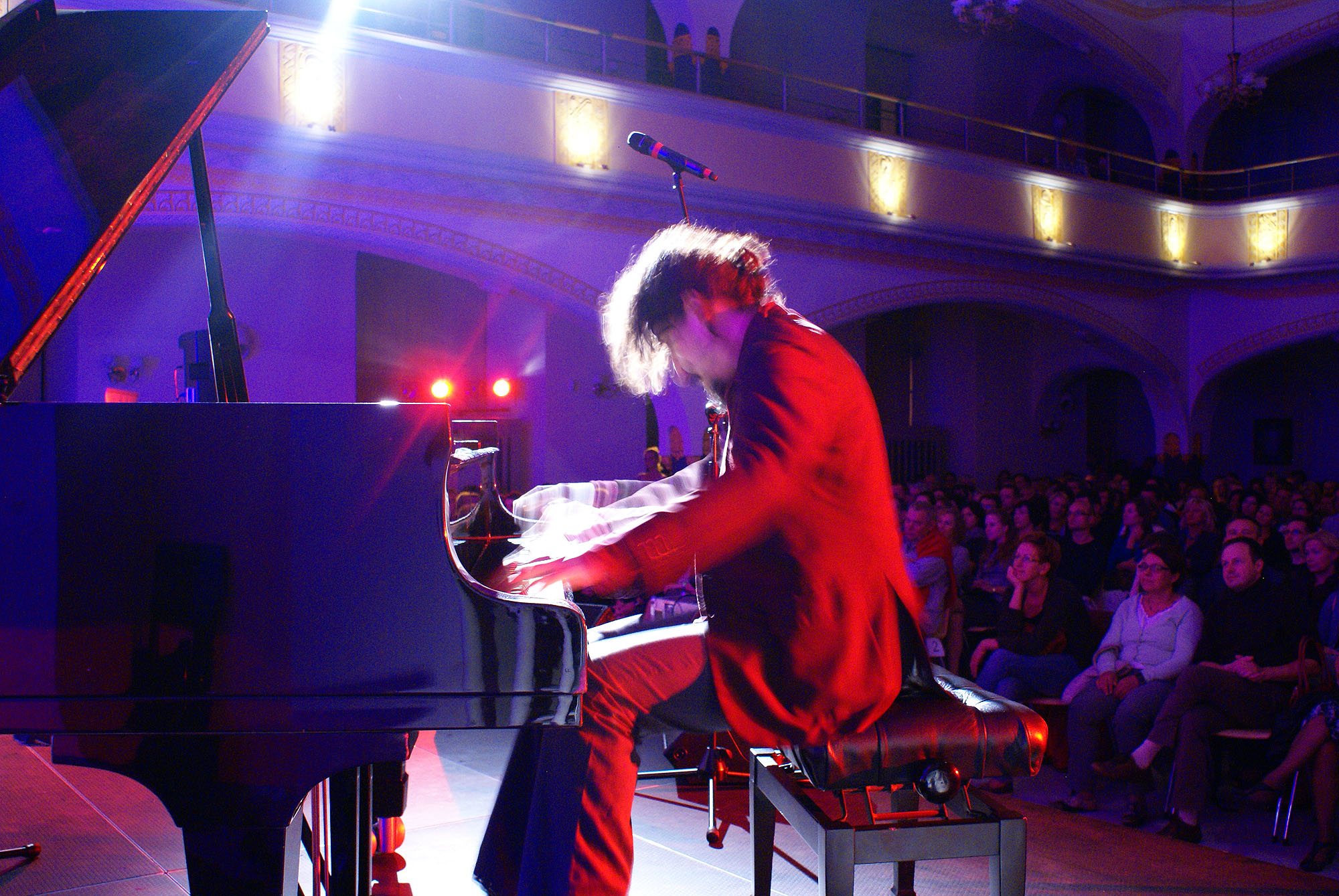
Фортепіанний концерт у синагозі, вересень 2011 року

Квартал чотирьох конфесій — неофіційна назва району Старого міста у Вроцлаві, Польща, між вул. Казімежа Великого (Kazimierza Wielkiego), Св. Антонія (Sw. Antoniego), Павла Влодковича (Pawła Włodkowica) та Миколаївською (Sw. Mikolaja). Назва використовується з 1995 року з ініціативи християнського духовенства (католицького, православного та протестантського) та активіста єврейської громади Єжи Кіхлера.

## Пам'ятки та культура
У цьому районі є чотири храми різних конфесій в безпосередній близькості:
1. Православний собор Різдва Пресвятої Богородиці
2. Римо-католицький костел Святого Антонія Падуанського
3. Євангельсько-Аугсбурзька церква Божого Провидіння
4. Синагога білого лелеки

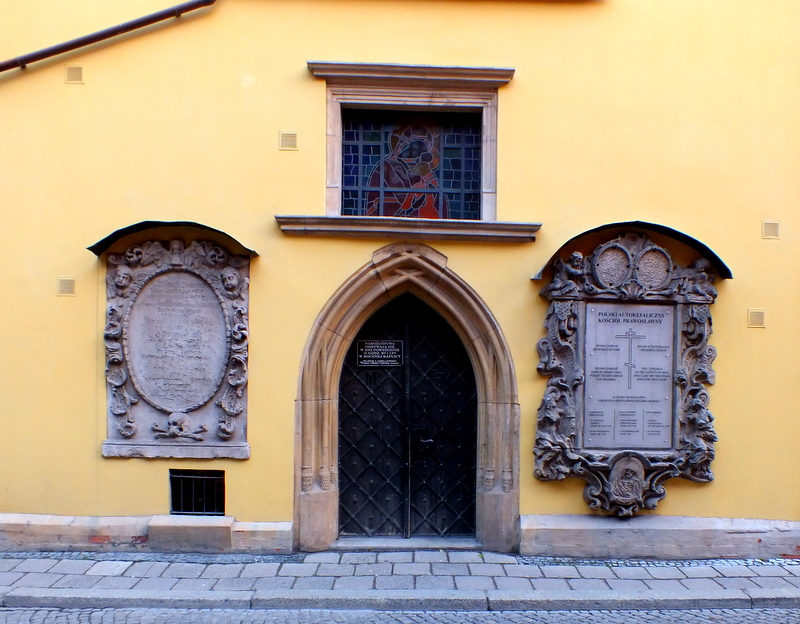
Православна церква
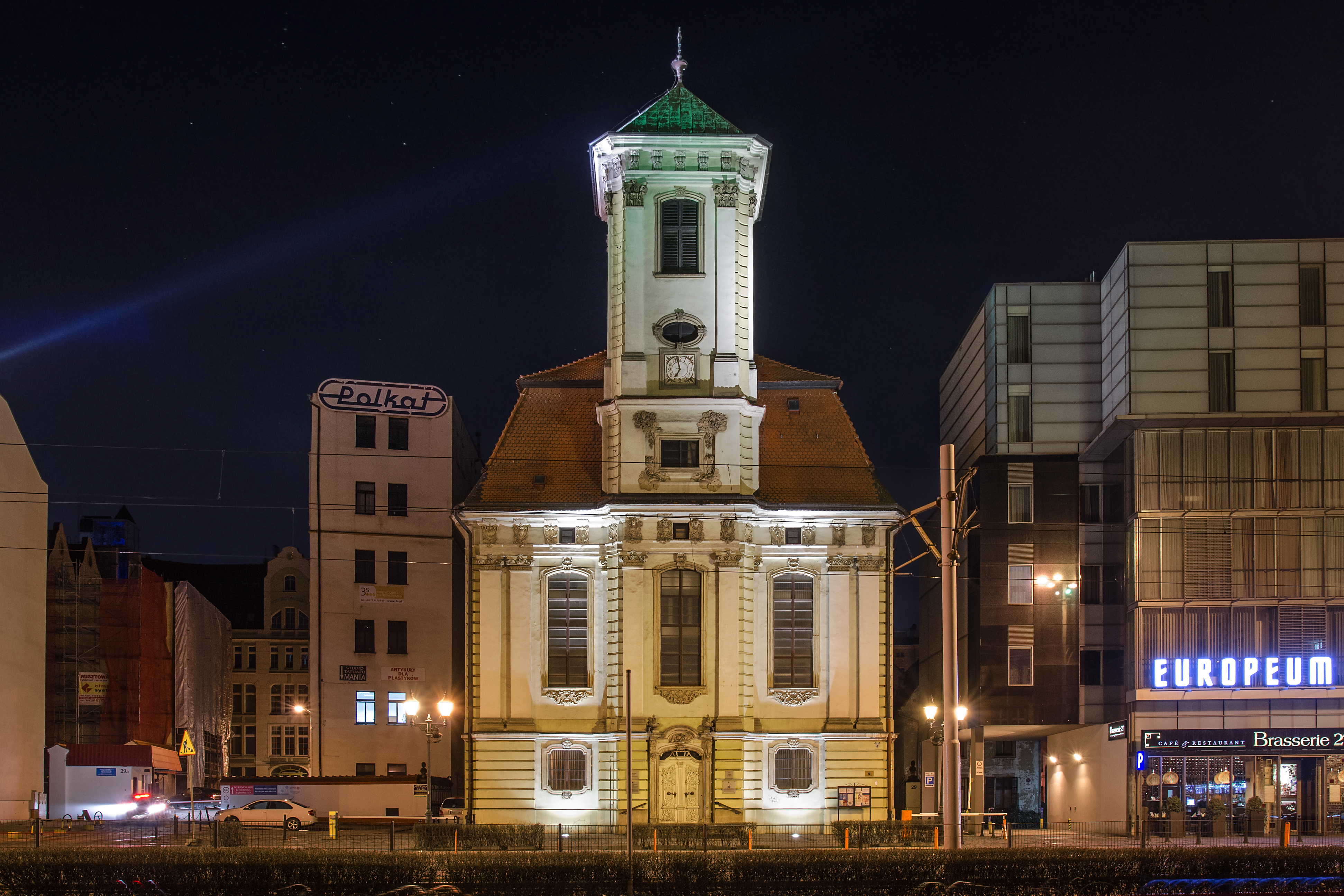
Протестантська церква
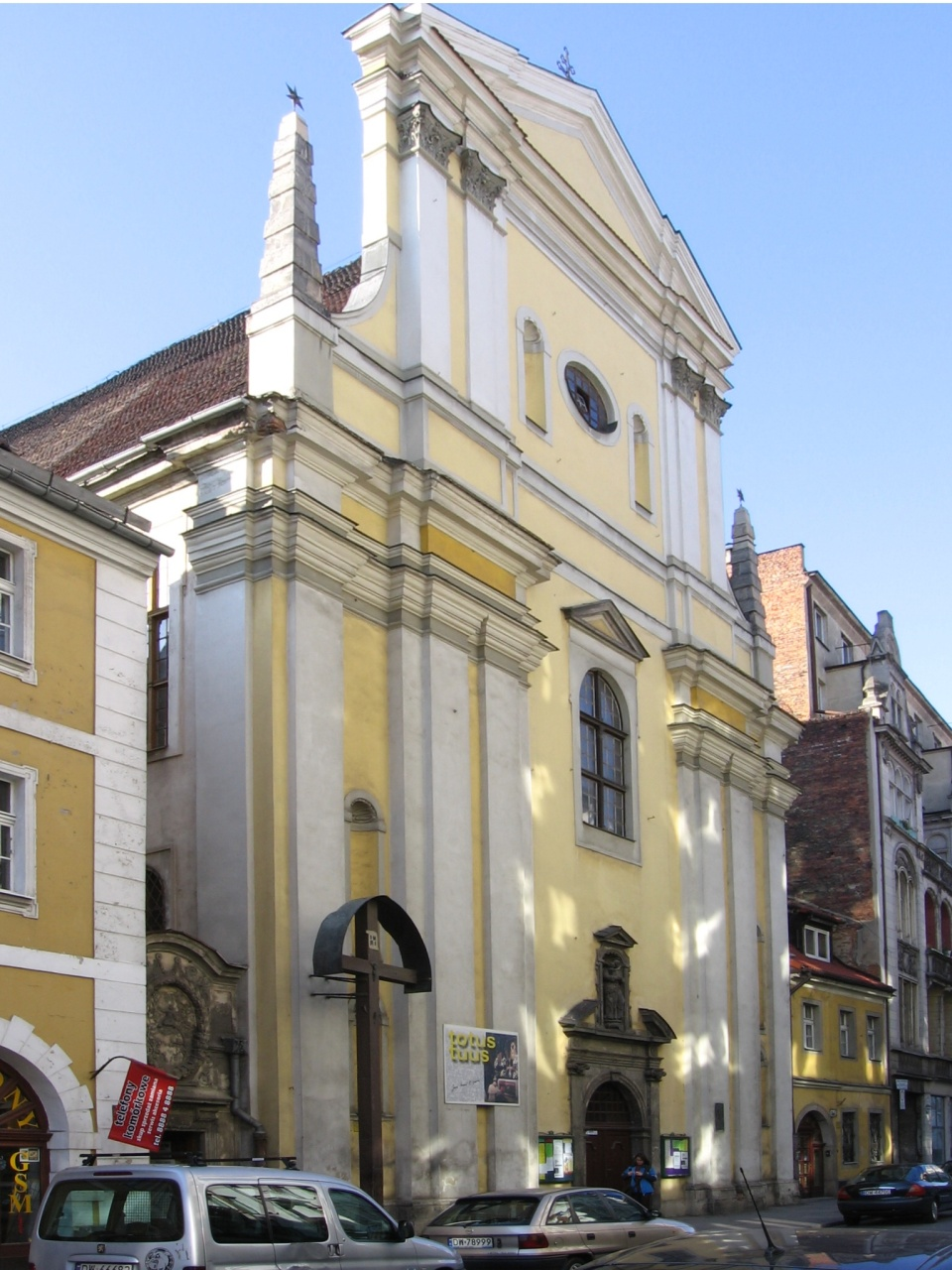
Католицька церква
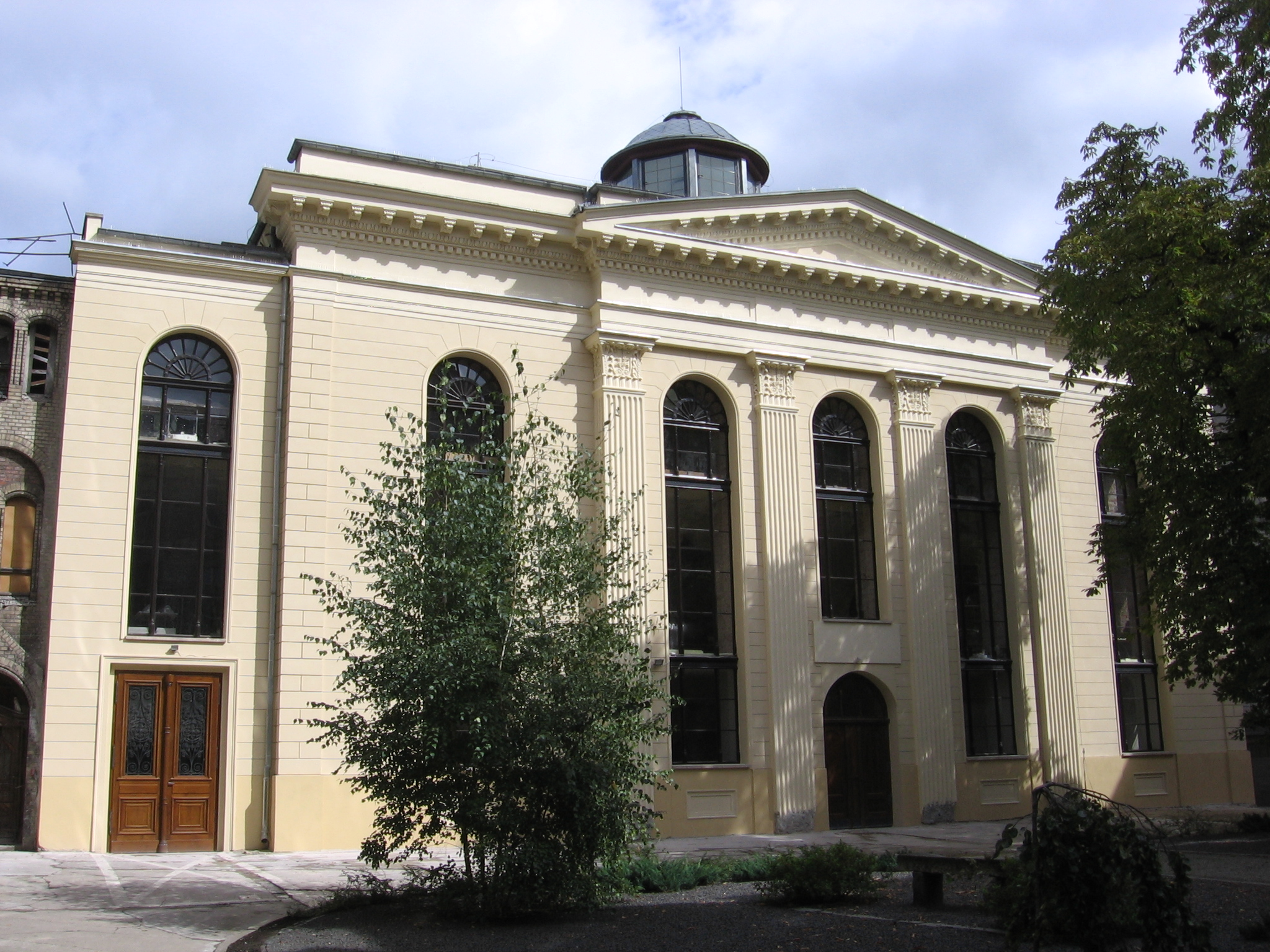
Синагога

Інші визначні місця в околицях включають скульптуру Cristal Planet, галерею неонових вивісок просто неба, кінотеатр New Horizons, Королівський палац біля протестантської церкви, будівлю Вроцлавської єврейської громади, малу синагогу та історичні пасажі. Цей район також є одним із просторів BWA Wrocław Gallery, місцем розташування Galeria ArtBrut, TYC ART Gallery, GG Gallery & Atelier, Surowiec Club, TIFF Festival та багатьох інших заходів.
Для того, щоб підкреслити унікальність цієї території, в Бюро розвитку Вроцлава виникла ідея творити культурну стежку, яка з'єднає всі храми та стане основним елементом частини Старого Міста.